# Chirurgové
Chirurgové (v anglickém originále Grey's Anatomy) je seriál americké televizní stanice ABC oceněný Zlatým glóbem a Emmy. Tvůrcem seriálu je Shonda Rhimes. I přes to, že se seriál odehrává v Seattlu, většina scén je natáčena v Los Angeles.
Hlavní hrdinkou je Dr. Meredith Greyová (Ellen Pompeo), stážistka na chirurgii Seattle Grace Hospital v Seattlu, která pracuje pod vedením Dr. Mirandy Bailey (Chandra Wilson), po boku Dr. Cristiny Yang (Sandra Oh), Dr. George O'Malleyho (T. R. Knight), Dr. Izzie Stevens (Katherine Heiglová) a Dr. Alexe Kareva (Justin Chambers). Po smrti doktora O'Malleyho a odchodu Izzie do Mercy West přichází Dr. Jackson Avery (Jesse Williams) a Dr. April Kepner (Sarah Drew), v 6. sérii.
Šéfem chirurgů je Dr. Richard Webber (James Pickens, Jr.), který je nahrazený Dr. Derekem Shepherdem (Patrick Dempsey) a ten později Dr. Owenem Huntem (Kevin McKidd) a nakonec Dr. Mirandou Bailey. Dr. Arizona Robbins (Jessica Capshaw) je vedoucí pediatrického oddělení. Dr. Callie Torres (Sara Ramirez) je vedoucí ortopedie. Po smrti Dr. Dereka Shepherda, který byl vedoucím lékařem neurochirurgie, jeho roli přebírá jeho sestra Dr. Amelia Shepherd (Caterina Scorsone)
Dne 10. února 2017 stanice objednala čtrnáctou řadu, která měla premiéru 28. září 2017. V dubnu roku 2018 stanice objednala patnáctou řadu. Ta měla premiéru dne 27. září 2018 Dne 10. května 2019 bylo stanicí ABC oznámeno, že seriál získá šestnáctou a sedmnáctou řadu. Chris Carmack, Greg Germann a Jake Borelli byli povýšeni na hlavní roli pro šestnáctou řadu. Ta měla premiéru dne 26. září 2019. Richard Flood a Anthony Hill byli povýšeni na hlavní pro sedmáctou řadu.

## Postavy

### Hlavní role
| Postava                                                           | Herec              | Specializace                                     | Série            | Série                  | Série          |
| Postava                                                           | Herec              | Specializace                                     | Hlavní role      | Vedlejší role          | Hostující role |
| ----------------------------------------------------------------- | ------------------ | ------------------------------------------------ | ---------------- | ---------------------- | -------------- |
| Dr. Meredith Greyová-Shepherdová                                  | Ellen Pompeo       | všeobecný chirurg                                | 1.–19.           |                        |                |
| Dr. Miranda Baileyová-Warrenová                                   | Chandra Wilson     | všeobecný chirurg                                | 1.–dosud         |                        |                |
| Dr. Cristina Yangová-Rossová                                      | Sandra Oh          | kardiochirurg                                    | 1.–10.           |                        |                |
| Dr. Isobel Katherine „Izzie“ Stevensová-Karevová                  | Katherine Heiglová | rezident                                         | 1.–6.            |                        |                |
| Dr. Alexander Michael Karev Evans                                 | Justin Chambers    | dětský chirurg                                   | 1.–16.           |                        |                |
| Dr. George O'Malley                                               | T. R. Knight       | rezident                                         | 1.–5.            |                        |                |
| Dr. Richard Webber                                                | James Pickens Jr.  | primář chirurgie a specialista na vnitřní orgány | 1.–dosud         |                        |                |
| Dr. Derek Christopher Shepherd                                    | Patrick Dempsey    | neurochirurg                                     | 1.–11.           |                        |                |
| Dr. Preston Xavier Burke                                          | Isaiah Washington  | kardiochirurg                                    | 1.–3.            |                        | 10.            |
| Dr. Addison Adrienne Forbes Montgomeryová                         | Kate Walsh         | prenatální chirurgie, gynekolog                  | 2.–3.            |                        | 1, 4.–8.       |
| Dr. Calliope Iphigénia Torresová                                  | Sara Ramírez       | ortoped                                          | 3.–12.           | 2.                     |                |
| Dr. Mark Everett Sloan                                            | Eric Dane          | plastický chirurg; ušní-nosní-krční              | 3.–9.            |                        | 2.             |
| Dr. Alexandra Caroline „Lexie“ Greyová                            | Chyler Leigh       | rezident                                         | 4.–8.            |                        |                |
| Dr. Erica Hahnová                                                 | Brooke Smith       | kardiochirurg                                    | 4.–6             | 2.                     | 3.             |
| Dr. major Owen Hunt                                               | Kevin McKidd       | armádní traumatolog; primář chirurgie            | 5.–dosud         |                        |                |
| Dr. Arizona Robbinsová                                            | Jessica Capshaw    | dětský chirurg                                   | 6.–14            | 5.                     |                |
| Dr. Theodora „Teddy“ Altmanová-Huntová                            | Kim Raver          | kardiochirurg                                    | 6.–8., 15.–dosud | 14.                    |                |
| Dr. Jackson Avery                                                 | Jesse Williams     | plastický chirurg                                | 7.–dosud         | 6.                     |                |
| Dr. April Kepnerová-Averyová                                      | Sarah Drew         | traumatolog                                      | 7.–14.           | 6.                     |                |
| Dr. Amelia Frances Shepherdová-Lincolnová                         | Caterina Scorsone  | neurochirurg                                     | 11.–dosud        | 10.                    | 7.             |
| Dr. Josephine Brooke Wilsonová Karevová                           | Camilla Luddington | rezident                                         | 10.–dosud        | 9.                     |                |
| Dr. Leah Murphy                                                   | Tessa Ferrer       | rezident                                         | 10.              | 9.                     |                |
| Dr. Shane Ross                                                    | Gaius Charles      | rezident, manžel Dr. Yangové                     | 10.              | 9.                     |                |
| Dr. Stephanie Edwards                                             | Jerrika Hinton     | rezident                                         | 10.–13.          | 9.                     |                |
| Dr. Margarette „Maggie“ Pierce / Dr. Margarette Greyová Webberová | Kelly McCreary     | kardiochirurg                                    | 11.–dosud        |                        | 10.            |
| Dr. Bejamin Warren                                                | Jason George       | rezident, později odešel pracovat jako hasič     | 12.–14.          | 6. a 8.–11., 15.–dosud | 7.             |
| Dr. Nathan Riggs                                                  | Martin Henderson   | doktor                                           | 12.–14.          |                        | 11.            |
| Dr. Andrew DeLuca                                                 | Giacomo Gianniotti | rezident                                         | 12.–17.          |                        |                |
| Dr. Atticus „Link“ Lincoln                                        | Chris Carmack      | doktor                                           | 16.–dosud        | 15.                    |                |
| Dr. Levi Schmitt                                                  | Jake Borelli       | rezident                                         | 16.–dosud        | 15.–dosud              |                |
| Dr. Thomas Koracick                                               | Greg Germann       | doktor                                           | 16.–dosud        | 15.–dosud              |                |
| Dr. Cormac Hayes                                                  | Richard Flood      | doktor                                           | 17. – dosud      | 16.                    |                |
| Anthony Hill                                                      | Winston Ndugu      |                                                  | 17. – dosud      |                        | 16.            |

### Vedlejší role
- Bokhee An jako Bokhee (1.– 15. řada)
- Kate Burton jako Ellis Grey (1.–3. a 11. řada, 8. a 14. řada – host)
- Robin Rose jako Patricia (1.–2. řada, 3. a 5. řada – host)
- Anjul Nigam jako Raj Sen (2. řada, 1., 4. a 14. řada – host)
- Sarah Utterback jako Olivia Harper (1.–3. řada, 4., 6. a 14. řada – host)
- Moe Irvin jako Tyler Christian (1.–4. a 6. řada, 5. a 7. a 10. řada – host)
- Payton Silver jako Dr. Knox (7.–11. řada, 1., 5.–6. a 12. řada – host)
- Steven W. Bailey jako Joe (2.–3. a 5.–6. řada, 7. řada – host)
- Loretta Devine jako Adele Webber (2.–4. a 7.–8. řada,5.–6. a 9. řada – host)
- Cathy Lind Hayes jako Debbie (2. řada)
- George Dzundza jako Harold O'Malley (3. řada, 2. řada – host)
- Tim Griffin jako Ronny O'Malley (3. řada, 2. řada – host)
- Jack J. Yang jako Walter (3. řada, 2. řada – host)
- Jeffrey Dean Morgan jako Denny Duquette (2.–3. a 5. řada)
- Chris O'Donnell jako Finn Dandridge (2.–3. řada)
- Jeff Perry jako Thatcher Grey (3. řada, 2. a 4.–7. a 15. řada – host)
- Greg Pitts jako Jerry O'Malley (3. řada, 2. řada – host)
- Kali Rocha jako Sydney Heron (3. řada, 2. a 4. řada – host)
- Cress Williams jako Tucker Jones (2. a 4. řada)
- Mare Winningham jako Susan Grey (3. řada, 2. řada – host)
- Diahann Carroll jako Jane Burke (3. řada, 4. řada – host)
- Debra Monk jako Louise O'Malley (3. řada, 4., 6. a 8. řada – host)
- Roger Rees jako Colin Marlow (3. řada)
- Mitch Pileggi jako Lawrence Jennings (6. řada, 3. a 8. řada – host)
- Nicole Rubio jako Nicole Cummins (8.–11. řada, 3.–4, 6.–7.,12. a 14. řada– host)
- Elizabeth Reaser jako Rebecca „Ava“ Pope (3.–4. řada)
- Candice Alfa jako Laura (4.–5. řada, 2. a 6. řada – host)
- Amrapali Ambegaokar jako Dani Mandvi (4.–5. řada, 6. řada – host)
- Tymberlee Chanel jako Claire (4.–5. řada, 6. řada – host)
- Gloria Garayua jako Graciella Guzman (4.–6. řada)
- Molly Kidder jako Megan Nowland (4.–6. řada)
- Richard Keith jako Mitch (4. řada)
- Joy Osmanski jako Lucy (4. řada, 5. řada – host)
- Winston Story jako Leo Byrider (4.–5. řada, 6. řada – host)
- Joseph Williamson jako Pierce Halley (4.–5. řada, 6. řada – host)
- Edward Herrmann jako Norman Shales (4. řada)
- Amy Madigan jako Katharine Wyatt (4. řada, 5.–6. řada – host)
- Mark Saul jako Steve Mostow (4.–6. řada, 7.–8. řada – host)
- Lauren Stamile jako Rose (4. řada, 5. řada – host)
- Brandon Scott jako Ryan Spalding (5. řada, 6. řada – host)
- Melissa George jako Sadie Harris (5. řada)
- Mary McDonnell jako Virginia Dixon (5. řada)
- Eric Stoltz jako jako William Dunn (5. řada)
- Samantha Mathis jako Melinda Prescott (5. řada)
- Aaron Refvem jako Jackson Prescott (5. řada)
- Jennifer Westfeldt jako Jen Harmon (5. řada)
- Ben Shenkman jako Rob Harmon (5. řada)
- Kimblery Elise jako Rebecca Swender (5. řada)
- Robert Baker jako Charles Percy (6. řada, 8. řada – host)
- Michael O'Neill jako Garcy Clark (6. řada)
- Leven Rambin jako Sloan Riley (6. řada)
- Nora Zehetner jako Reed Adamson (6. řada)
- Scott Foley jako Henry Burton (7.–8. řada)
- James Tupper jako Andrew Perkins (7. řada)
- Peter MacNicol jako Robert Stark (7. řada)
- Daniel Sunjata jako Eli Lloyd (7. řada, 8. řada – host)
- Rachael Taylor jako Lucy Fields (7. řada)
- Janora McDuffie jako Janet Meyers (7. řada – host, 8. řada)
- Debbie Allen jako Catherine Fox Webber (8. řada–dosud)
- Jon Schmidt jako Logan (8. řada)
- Holley Fain jako Julia Canner (8. řada, 9. řada – host)
- Amanda Fuller jako Morgan Peterson (8. řada)
- William Daniels jako Craig Thomas (8. řada – host, 9. řada)
- Steven Culp jako Darren Parker (9. řada)
- Meeghan Holloway jako mluvčí nemocnice (9. řada)
- Roma Maffia jako Roberta Thompson (9. řada)
- Constance Zimmer jako Alana Cahill (9. řada)
- Dominic Hoffman jako Jeff Russell (9. řada, 10. řada – host)
- Justin Bruening jako Matthew Taylor (9.–10. řada)
- Hilarie Burton jako Lauren Boswell (9. řada)
- Charles Michael Davis jako Jason Myers (9. řada)
- Tina Majorino jako Heather Brooks (9. řada, 8. řada – host)
- Enid Graham jako Rachel Dawson (9. řada)
- Michael Buie jako Paul Dawson (9. řada)
- Kyle Red Silverstein jako Ethan Dawson (9. řada)
- Jennifer Bassey jako Nancy Dawson (9. řada)
- James Remar jako Jimmy Evans (10. řada)
- Melissa Center jako Ashley Glazier (10. řada)
- JD Cullum jako Lloyd (10. řada)
- Mark Adair-Rios jako David Morris (10. řada)
- Rebecca Field jako Sabine McNeil (10. řada, 11. řada – host)
- Billy Malone jako Joe McNeil (10. řada, 11. řada – host)
- Bresha Webb jako Teresa Morris (10. řada)
- Jadin Gould jako Ivy McNeil (10. řada)
- Armani Jackson jako Braden Morris (10. řada)
- Harley Graham jako Francesca McNeil (10. řada)
- Thomas Barbusca jako Link McNeil (10. řada)
- Marguerite Moreau jako Emmy Marling (10. řada)
- Joe Adler jako Isaac Cross (11.–13. řada)
- Nick D'Agosto jako Graham Maddox (11. řada)
- Geena Davis jako Nicole Herman (11. řada, 14. řada – host)
- Joe Dinicol jako Mitchell Spencer (11.–12. řada)
- Irene King jako Audrey Shaw (11. řada)
- Samantha Sloyan jako Penny Blake (12. řada, 11. řada – host)
- Scott Elrod jako William Thorpe (12. řada)
- Wilmer Valderrama jako Kyle Diaz (12. řada)
- Marika Dominczyk jako Eliza Minnick (13. řada)
- LaTanya Richardson jako Diane Pierce (13. řada)
- Matthew Morrison jako Paul Stadler (14. řada, 13. řada – host)
- Abigail Spencer jako Megan Hunt (14. řada, 13. řada – host)
- Bethany Joy Lenz jako Jenny (14. řada)
- Stefania Spampinato jako Carina DeLuca (14.–15 řada)
- Sophia Ali jako Dahlia Qadri (14.–15 řada)
- Rushi Kota jako Vikram Roy (14.–15 řada)
- Jeanine Mason jako Sam Bello (14. řada)
- Jaicy Elliot jako Taryn Helm (14.–15 řada)
- Alex Blue Davis jako Cassey Parker (14.–15 řada)
- Peyton Kennedy jako Betty Nelson (14.–15 řada)
- Jaina Lee Ortiz jako Andy Herrera (15.–16. řada)
- Alex Landi jako Dr. Nico Kim (od 15. řady)
- Caroline Clay jako Cece Colvin (15. řada)
- Jennifer Grey jako Carol Dikinson (15. řada)
- Kyle Secor jako John Dinkinson (15. řada)
- Jasmine Guy jako Gemma Larson (16. řada, 15. řada – host)
- Devin Way jako Blake Simms (16. řada)
- Barrett Doss jako Victoria Hughes (16. řada)
- Cleo King jako Robin (16. řada)
- Devika Parikh jako Nancy Klein (16. řada)
- Sarah Rafferty jako Suzanne (16. řada)
- Shoshannah Stern jako Lauren Riley (16. řada)

## Řady a díly
| Řada | Díly | Premiéra v USA     | Premiéra v USA  | Premiéra v ČR    | Premiéra v ČR      |
| Řada | Díly | První díl          | Poslední díl    | První díl        | Poslední díl       |
| ---- | ---- | ------------------ | --------------- | ---------------- | ------------------ |
| 1    | 9    | 27. března 2005    | 22. května 2005 | vysíláno         | vysíláno           |
| 2    | 27   | 25. září 2005      | 15. května 2006 | vysíláno         | vysíláno           |
| 3    | 25   | 21. září 2006      | 17. května 2007 | vysíláno         | vysíláno           |
| 4    | 17   | 27. září 2007      | 22. května 2008 | vysíláno         | vysíláno           |
| 5    | 24   | 25. září 2008      | 14. května 2009 | vysíláno         | vysíláno           |
| 6    | 24   | 24. září 2009      | 20. května 2010 | 20. června 2011  | 28. listopadu 2011 |
| 7    | 22   | 23. září 2010      | 19. května 2011 | 5. prosince 2011 | 1. května 2012     |
| 8    | 24   | 22. září 2011      | 17. května 2012 | 9. července 2013 | 17. prosince 2013  |
| 9    | 24   | 27. září 2012      | 16. května 2013 | 5. ledna 2014    | 8. června 2014     |
| 10   | 24   | 26. září 2013      | 15. května 2014 | 19. října 2014   | 30. března 2015    |
| 11   | 25   | 25. září 2014      | 14. května 2015 | vysíláno         | vysíláno           |
| 12   | 24   | 24. září 2015      | 19. května 2016 | vysíláno         | vysíláno           |
| 13   | 24   | 22. září 2016      | 18. května 2017 | vysíláno         | vysíláno           |
| 14   | 24   | 28. září 2017      | 17. května 2018 | vysíláno         | vysíláno           |
| 15   | 25   | 27. září 2018      | 16. května 2019 | 14. června 2022  | 14. června 2022    |
| 16   | 21   | 26. září 2019      | 9. dubna 2020   | 14. června 2022  | 14. června 2022    |
| 17   | 17   | 12. listopadu 2020 | 3. června 2021  | 14. června 2022  | 14. června 2022    |
| 18   | 20   | 30. září 2021      | 26. května 2022 | 14. června 2022  | 14. června 2022    |
| 19   | 20   | 6. října 2022      | 18. května 2023 | 26. října 2022   | vysíláno           |
| 20   | 10   | 14. března 2024    | 30. května 2024 | 28. března 2024  | 13. června 2024    |
| 21   | 18   | 26. září 2024      | bude oznámeno   | 10. října 2024   | bude oznámeno      |

### První řada
Meredith Greyová, dcera známé chirurgyně Ellis Greyové, nastupuje jako stážistka do nemocnice Seattle Grace. Nejdříve se seznamuje se svými novými kolegy, také stážisty, a budoucími přáteli, Cristinou Yangovou, Isobel Stevensovou a Georgem O'Malleyem. Dalšími postavami v seriálu jsou doktorka Miranda Baileyová, přezdívaná také „nacistka“ pro svůj přísný režim, Alex Karev, také stážista, který není moc oblíbený mezi ostatními, a renomovaní chirurgové Derek Shepherd a Preston Burke. Primářem chirurgie je Richard Webber, který měl dříve blízký vztah s Meredithinou matkou. Série zobrazuje několik prvních měsíců působení stážistů v nemocnici a každodenní život hrdinů seriálu. Odhalí se Alzheimerova nemoc, která sužuje Meredithinu matku, Meredithin vztah s Derekem. George se zamiluje do Meredith, Burke a Shepherd spolu v nemocnici neustále soupeří. Série končí příchodem doktorky Addison Montgomeryové-Shepherdové, odcizené manželky Dereka, která tak vstoupí do vztahu mezi ním a Meredith.

### Druhá řada
Druhá série zobrazuje vztah mezi Meredith a Derekem, který se dostal do problémů poté, co přišla Derekova manželka Addison, od které Derek odešel poté, co zjistil, že spí s jeho nejlepším přítelem Markem Sloanem, který také později vstoupí do děje. Izzie začne krátce chodit s Alexem, jejich vztah se ale rozpadne poté, co se Izzie zamiluje do pacienta Dennyho Duquetta. Cristina chodí s Burkem. Doktorka Baileyová otěhotní, porodí, ale v den jejího porodu má její manžel nehodu, ale uzdraví se.

### Třetí řada
Třetí série se zabývá především bojem o post primáře chirurgie a šéfrezidenta. George se nečekaně ožení s Callie, ale hned krátce po svatbě začnou mít problémy, protože se George v opilosti vyspí s Izzie. Při záchranné akci po nehodě lodi Meredith nešťastnou náhodou spadne do vody a utopila by se, kdyby ji Derek nezachránil. Na čas se je v bezvědomí, během něhož umírá Meredithina matka. Burke požádá Cristinu o ruku. Ta dlouho váhá kvůli tomu, že se bojí uzavřít manželství. Burke chce klasickou velkou svatbu se vším všudy, Cristina by raději jednoduchý obřad bez všech zbytečných zvyků. Addison by chtěla nějaký vážný vztah, vyspí se několikrát s Alexem, zajímá se taky o Marka. Nakonec se rozhodne začít nový život se svými starými přáteli v Los Angeles. Primářem chirurgie se stane Derek Shepherd, ten se ale místa vzdá ve prospěch dosavadního primáře Richarda Webbera. Šéfrezidentem se nečekaně stane Callie Torresová-O'Malleyová. Na konci série musí stážisté složit závěrečný test. Pokud test nesloží, musí skončit nebo pokračovat rok jako stážisté, pokud ano, stanou se z nich rezidenti. Jedním z těch, který zkoušky nesloží je George, který se tak musí rozhodnout, co dál. Burke odvolává svatbu s Cristinou.

### Čtvrtá řada
Čtvrtá série se začne vysílat 11. května 2008 opět na televizi Prima. V USA byl k dnešnímu dni odvysílán třináctý díl, televize Prima tím pádem bude vysílat nové díly se zpožděním pouhých 13 dílů. Ze seriálu odstupuje představitel Dr. Burke (kvůli neshodám s představitelem Dr. George O'Malley a to údajně kvůli jeho homosexualitě) a Dr. Adisson Montgomery (televize ABC a tvůrčí tým chirurgů jí přesunuli do nového seriálu Private Practice). Čtyři stážisté jsou nyní rezidenty a mají na starost nové stážisty. Dr. George O'Malley, který u zkoušek neprošel, opakuje roční stáž pod dohledem Dr. Meredith Grey.

### Pátá řada
Pátá sezóna měla premiéru 25. září 2008. McKidd a George se rychle připojili k hereckému obsazení, McKidd se stal novým nadřízeným traumatologického oddělení a George, Mereditina kamarádka z mládí, byla přijata jako nová chirurgická stážistka. 3. listopadu 2008 bylo oznámeno, že herečka Brooke Smith, která v seriálu ztvárňovala Dr. Hahn, byla vyškrtnuta ze seriálu. Před tímto oznámením o odchodu herečky Brooke Smith, bylo zveřejněno, že herečka Mary McDonnell si zahraje roli Dr. Dixon, nového kardiologického chirurga s Aspergerovým syndromem.
Pátá sezóna se soustředila především na vztah Dr. Sloana a Dr. Lexie Grey, který vedou navzdory zákazu od Meredith a Dereka, na objevení deníků Mereditiny matky, které si vedla, když pracovala jako rezidentka, na Lexie a ostatní stážisty, kteří provádějí zákroky na sobě samých a na Dennyho Duquetta, který je výtvorem halucinací Isobel Stevens, které později prokáží její nemoc (metastatická rakovina kůže 4. stupně). Sezóna končí bojem Isobel Stevens s rakovinou a nehodou O'Malleyho, při které byl sražen autobusem.

### Šestá řada
První epizoda šesté sezóny měla v Americe premiéru 24. září roku 2009. Bylo oznámeno, že herec Knight, který ztvárňoval postavu George O'Mallyho, již nebude v této sezóně hlavní postavou. Naopak vedlejší postava Arizony Robbins, kterou hrála Jessica Capshaw se nově stala jednou z hlavních postav. Šestá sezóna představila několik nových rezidentů, kteří se připojili k personálu nemocnice Seattle Grace z důvodu sloučení s nemocnicí Mercy West. Mezi tyto rezidenty patřili Dr. Adamson (Zehetner), Dr. Jackson Avery (Williams), Dr. Charles Percy (Baker)a Dr. April Kepner (Drew). Kim Raver vstoupila do seriálu 12. listopadu 2009 jako Dr. Teddy Altman, nová kardiologická nadřízená. Také bylo zveřejněno, že se Dr. Altman stala jednou z hlavních postav seriálu. Herečka Katherine Heiglová, která v seriálu ztvárňovala Dr. Isobel Stevens zažádala o propuštění ze seriálu, aby mohla strávit více času se svou adoptovanou dcerou Naleigh. Její poslední účast v seriálu byla ve 12. epizodě. Šestá sezóna má 24 epizod.
Šestá sezóna byl především zaměřená na smrt Dr. George O'Malleyho, povýšení Dr. Torres a Dr. Bailey do funkce šéfrezidentů, alkoholismus Dr. Webbera, fúzi s nemocnicí Mercy West, rozpad manželství Alexe a Izzie a na povýšení Dr. Shepherda do funkce šéfa chirurgie. Sezóna je zakončena honbou truchlícího manžela Garyho Clarka na Lexie, Dereka a Richarda, kteří zavinili smrt jeho manželky. Na následky této pomsty zahyne několik doktorů. V posledním díle 6. sezóny sledujeme boj o život Dr. Shepherda a Dr. Kareva.

### Sedmá řada
Sedmá sezóna měla v Americe premiéru 23. září 2010. Obsahuje 22 dílů. Herci Williams a Drew se stali hlavními postavami seriálu. Herec James Tupper ztvárnil v 7. sérii Dr. Perkinse, traumatologa, který je zároveň přítelem Dr. Altman. Hudební epizoda s názvem „Song Beneath the Song“ vysílaná 31. března 2011, obsahuje několik písní, které provázely seriál v předchozích sériích.
Sedmá sezóna je soustředěná především na doktory, zotavující se z tragédie (masová vražda spáchaná truchlícím manželem), která se udála v předchozí sérii. Série je také zaměřená na romantický život Dr. Teddy Altman, Mereditinu a Derekovu touhu po dítěti, Webberovo znovu dosazení na místo šéfa chirurgie, automobilovou nehodu Dr. Torres a na Mereditino znehodnocení Derekovy studie na vyléčení Alzheimerovy choroby. Série končí zradou Alexe Kareva, jmenováním nového šéfrezidenta, adopcí dítěte, Christininým těhotenstvím a partnerskými neshodami mezi Meredith a Derekem.

### Osmá řada
Osmá série se vysílala od 22. září 2011 do 17. května 2012. Celkem bylo odvysíláno 24 epizod. Tato sezóna ukazuje Meredith a Dereka, kteří se snaží o záchranu svého manželství, protože Meredith zmanipulovala výzkum na léčbu Alzheimerovy nemoci, a ukazuje jejich snahu o adopci africké holčičky Zoly. Dále ukazuje Richarda, který vinu za zmaření tohoto výzkumu bere na sebe a odstupuje z křesla primáře, které posléze přebírá Owen. Tato série ukazuje nástrahy pátého ročníku studentů medicíny, kteří se tvrdě připravují, učí se a nakonec podstupují náročné zkoušky. Jediným, kdo tento boj nezvládá je April, která je nakonec z nemocnice vyhozena. Osmá série se dále zaměřuje na vztah Lexie a Marka, který začíná žít ve stejné domácnosti s Julií. Načež si Lexie uvědomuje, jak moc jí Mark chybí a v závěrečném dílu mu již umírající vyznává lásku. Dějová linka se dále zaměřuje na Cristinino rozhodnutí podstoupit potrat, což je jejímu manželovi Owenovi proti srsti. Ani vztah Callie a Arizony není v osmé sérii opomenut. Ukazujíce jejich vztah, který se postupně vrací k normálu a jejich snahu rozdělit rodičovskou lásku k dceři, kterou vychovávají společně s Markem. Začátek série je ovlivněn Alexovým odhalením viníka znehodnocení výzkumného pokusu. Série končí leteckým neštěstím, do kterého jsou zataženi Meredith, Cristina, Derek, Mark, Lexie a Arizona. Mark a Lexie budou vážně zraněni, oba svému zranění podlehnou.

### Devátá řada
Postavy se vyrovnávají s nehodou, která se odehrála na konci 8. série, při které Lexie Grey (Chyler Leigh) přijde o život, zatímco se jí Mark Sloan (Eric Dane) snaží zachránit, ten nakonec podléhá vlastním zraněním. Derek Shepherd přichází na to, že se možná bude muset vzdát své kariéry, kvůli zranění jeho ruky, naštěstí Callie Torres ji zachrání. Meredith Grey se snaží vypořádat se smrtí své sestry a později přichází na to, že je těhotná. Cristina Yang, je traumatizovaná a později se rozhodne přijmout nabídku na práci v Minnesotě. Arizona Robbins je další z těch, co přežila nehodu, po návratu se přijde na to, že aby přežila, její noha musí být amputovaná. Aby mohl ochránit doktory při soudu Owen Hunt se rozhodne rozvést s Yang, ale oba se rozhodnou začít si znovu. Nemocnice se stane vinnou za nehodu a její budoucnost je nejistá. Čtyři přeživší nehody s Torres se rozhodnou nemocnici koupit. Miranda Bailey si bere Ben Warrena za manžela. April Kepner se vrací zpět do Ohia, ale Huntovi se povede ji přivést zpátky, kde si začíná s Jacksonem Averym.

### Desátá řada
Série se soustředí na vztah mezi Meredith Grey a Christinou Yang, které se rozhodly následovat odlišné cesty týkající se jejich kariéry. Derek Shepherd a Callie Torres, která se rozhodla odejít od své ženy Arizony Robbins, vytvoří tým a pracují pro Bílý dům na mozek-mapujícím projektu. Miranda Bailey pracovala na projektu mapující lidské genomy. Yang a Owen jsou nyní přátelé. April Kepner a Jackson Avery společně utečou ze svatby April a paramedika Matthewa (Justin Bruening). Yang se rozhodne vzít pracovní nabídku ve Švýcarsku.

### Jedenáctá řada
Meredith se vypořádává s odchodem Cristiny a s její náhradnicí Maggie Pierce (Kelly McCreary), o které se zjistí, že je její nevlastní sestrou. Největším příběhem 11. série je smrt Dereka Shepherda v epizodě „How to Save a Life“. Amelia Shepherd se stěhuje do Seattlu a začíná pracovat v nemocnici. Callie Torres a Arizona začínají chodit na partnerské poradenství. April Kepner a Jackson Avery mají syna Samuela, který je diagnostikovaným osteogenesis imperfecta a umírá hned po porodu. Meredithino a Alexovo přátelství sílí, ale jeho vztah s Jo má problémy.

### Dvanáctá řada
Série se odehrává 3 měsíce po Richardově a Catherine svatbě. Baileyová se oficiálně stává primářkou chirurgie, a je šťastná. April a Jacksonův vztah je v troskách, April jede pracovat do Jordánska, kde se seznamuje s Nathanielem Riggsem (Martin Henderson). Po návratu domů se April a Jackson oficiálně rozvádí, ale v den rozvodu April zjišťuje, že je znovu těhotná. Owen se čím dál víc sbližuje s Amélií, jejich vztah se rozhodnou, po vzájemném špičkování, posunout na další level – na konci série se vezmou. Mimo to, Owen řeší i přítomnost svého bývalého kamaráda a současného soka Riggse, který se společně s April vrátil z Jordánska, a nastoupil do nemocnice jako kardiochirurg, a kterému nemůže odpustit smrt jeho sestry. Meredith si zvyká na nové soužití s Amélií a svou nevlastní sestrou Maggie, prodělává i nepříjemný úraz, kdy ji napadne nepříčetný pacient, a dost ji ublíží. Na konci série zažívá románek, který ji připomene, že na vztah ještě není připravená. Callie se seznamuje s novou dívkou Penny, ale za krátko zjistí kdo Penny je. Penny shodou náhod nastupuje do nemocnice, ale začátky pro ní nejsou vůbec lehké, protože všichni zjišťují, že ošetřovala Dereka v onu noc, kdy zemřel .Všichni ji to zazlívají, že Derekovi nepomohla, ale Penny se brání – chtěla, ale nemohla. Nejvíce ji to zazlívá Amélie, která se z bratrovy smrti nemůže stále vzpamatovat, a dotkne se i alkoholu. V těchto těžkých časech ji nejvíc pomáhá Webber a Owen.

## Lokace
Pro natáčení některých exteriérů nemocnice Seattle Grace je využita Fisher Plaza, budova seattleské pobočky ABC. To naznačuje, že Seattle Grace stojí nedaleko věže Space Needle. Nemocnice využitá k natáčení většiny ostatních exteriérů a interiérů je ale v North Hills v Kalifornii. Zatímco interiéry Meredithina domu jsou natáčeny v ateliérech, skutečný dům využitý pro natáčení exteriérů je v Seattlu.

## Ocenění
| Rok  | Ocenění                           | Kategorie                                                              | Nominovaní | Výsledek  |
| ---- | --------------------------------- | ---------------------------------------------------------------------- | --- | --------- |
| 2005 | Cena Emmy                         | nejlepší režie: drama                                                  | Peter Horton (za díl „A Hard Day's Night“)                                                                                            | nominace  |
| 2005 | Cena Emmy                         | nejlepší castingový režisér                                            | Linda Lowy a John Brace | vítězství |
| 2005 | Cena Emmy                         | nejlepší seriálová herečka ve vedlejší roli: drama                     | Sandra Oh (za díly „No Man's Land“ a „Save Me“)                                                                                       | nominace  |
| 2005 | Directors Guild of America Awards | nejlepší režie v televizním seriálu: drama                             | Peter Horton (za díl „A Hard Day's Night“)                                                                                            | nominace  |
| 2005 | Directors Guild of America Awards | nejlepší režie v televizním seriálu: drama                             | Jeffrey Melman (za díl „Into You Like a Train“)                                                                                       | nominace  |
| 2005 | Producers Guild of America Awards | nejlepší producenti dramatického seriálu                               | | nominace  |
| 2005 | Satellite Awards                  | nejlepší dramatický seriál                                             | | nominace  |
| 2005 | Satellite Awards                  | nejlepší herečka ve vedlejší roli: minisérie, seriál nebo TV film      | Sandra Oh | nominace  |
| 2005 | Screen Actors Guild Awards        | nejlepší obsazení: drama                                               | | nominace  |
| 2005 | Screen Actors Guild Awards        | nejlepší seriálový herec v hlavní roli: drama                          | Patrick Dempsey | nominace  |
| 2005 | Screen Actors Guild Awards        | nejlepší seriálová herečka v hlavní roli: drama                        | Sandra Oh | vítězství |
| 2005 | Teen Choice Awards                | nejlepší dramatický seriál                                             | | nominace  |
| 2005 | Teen Choice Awards                | televizní objev roku: muž                                              | Justin Chambers | nominace  |
| 2005 | Teen Choice Awards                | televizní objev roku: žeba                                             | Ellen Pompeo | nominace  |
| 2005 | Zlatý glóbus                      | nejlepší dramatický seriál                                             | | nominace  |
| 2005 | Zlatý glóbus                      | nejlepší seriálový herec v hlavní roli: drama                          | Patrick Dempsey | nominace  |
| 2005 | Zlatý glóbus                      | nejlepší herečka ve vedlejší roli: minisérie, seriál nebo TV film      | Sandra Oh | vítězství |
| 2006 | Cena Emmy                         | nejlepší masky                                                         | Norman T. Leavitt, Brigitte Bugayong, Thomas R. Burman, Bari Dreiband-Burman (za díl „Owner of a Lonely Heart“)                       | nominace  |
| 2006 | Cena Emmy                         | nejlepší masky                                                         | Norman T. Leavitt, Brigitte Bugayong, Thomas R. Burman, Bari Dreiband-Burman (za díl „Yesterday“)                                     | nominace  |
| 2006 | Cena Emmy                         | nejlepší dramatický seriál                                             | | nominace  |
| 2006 | Cena Emmy                         | nejlepší scénář                                                        | Shonda Rhimes (za díl „It's the End of the World“ a „As We Know It“)                                                                  | nominace  |
| 2006 | Cena Emmy                         | nejlepší scénář                                                        | Krista Vernoff (za díl „Into You Like a Train“)                                                                                       | nominace  |
| 2006 | Cena Emmy                         | nejlepší castingový režisér                                            | Linda Lowy a John Brace | vítězství |
| 2006 | Cena Emmy                         | nejlepší seriálový herec v hostující roli: drama                       | Kyle Chander (za díly „It's the End of the World“ a „As We Know It“)                                                                  | nominace  |
| 2006 | Cena Emmy                         | nejlepší seriálová herečka v hostující roli: drama                     | Kate Burton (za díl „Make Me Lose Control“)                                                                                           | nominace  |
| 2006 | Cena Emmy                         | nejlepší seriálová herečka v hostující roli: drama                     | Christina Ricci (za díly „It's the End of the World“ a „As We Know It“)                                                               | nominace  |
| 2006 | Cena Emmy                         | nejlepší seriálová herečka ve vedlejší roli roli: drama                | Sandra Oh (za díly „Deny, Deny, Deny“ a „Grandma Got Run Over by a Reindeer“)                                                         | nominace  |
| 2006 | Cena Emmy                         | nejlepší seriálová herečka ve vedlejší roli roli: drama                | Chandra Wilson (za díly „Deny, Deny, Deny“ a „As We Know It“)                                                                         | nominace  |
| 2006 | Cena Grammy                       | nejlepší soundtrackové album                                           | Grey's Anatomy (Volume 2) | nominace  |
| 2006 | Directors Guild of America Awards | nejlepší režie v televizním seriálu: drama                             | Seth Mann (za díl „Name of the Game“)                                                                                                 | nominace  |
| 2006 | Directors Guild of America Awards | nejlepší režie v televizním seriálu: drama                             | Peter Horton (za díl „It's the End of the World (As We Know It)“)                                                                     | nominace  |
| 2006 | Mediální cena GLAAD               | nejlepší individuální díl                                              | „Where the Boys Are“ | vítězství |
| 2006 | NAACP Image Awards                | nejlepší dramatický seriál                                             | | vítězství |
| 2006 | NAACP Image Awards                | nejlepší seriálový herec: drama                                        | Isaiah Washington | vítězství |
| 2006 | NAACP Image Awards                | nejlepší seriálový herec ve vedlejší roli: drama                       | James Pickens, Jr. | nominace  |
| 2006 | NAACP Image Awards                | nejlepší seriálová herečka ve vedlejší roli: drama                     | Chandra Wilson | nominace  |
| 2006 | Producers Guild of America Awards | nejlepší producenti dramatického seriálu                               | | vítězství |
| 2006 | Satellite Awards                  | nejlepší obsazení televizního seriálu                                  | | vítězství |
| 2006 | Screen Actors Guild Awards        | nejlepší obsazení: drama                                               | | vítězství |
| 2006 | Screen Actors Guild Awards        | nejlepší seriálová herečka v hlavní roli: drama                        | Chandra Wilson | vítězství |
| 2006 | Teen Choice Awards                | nejlepší dramatický/akční seriál                                       | | nominace  |
| 2006 | Teen Choice Awards                | nejlepší seriálová chemie                                              | Patrick Dempsey a Ellen Pompeo | nominace  |
| 2006 | Teen Choice Awards                | nejlepší herec: drama/akční seriál                                     | Patrick Dempsey | nominace  |
| 2006 | Teen Choice Awards                | nejlepší herečka: drama/akční seriál                                   | Katherine Heiglová | nominace  |
| 2006 | Teen Choice Awards                | nejlepší herečka: drama/akční seriál                                   | Ellen Pompeo | nominace  |
| 2006 | Zlatý glóbus                      | nejlepší dramatický seriál                                             | | vítězství |
| 2006 | Zlatý glóbus                      | nejlepší seriálový herec v hlavní roli: drama                          | Patrick Dempsey | nominace  |
| 2006 | Zlatý glóbus                      | nejlepší seriálová herečka v hlavní roli: drama                        | Ellen Pompeo | nominace  |
| 2007 | ALMA Awards                       | nejlepší seriálová herečka                                             | Sara Ramirez | nominace  |
| 2007 | Cena Emmy                         | nejlepší masky (seriál, minisérie, TV film, TV speciál)                | Norman T. Leavitt, Brigitte Bugayong, Thomas R. Burman, Bari Dreiband-Burman (za díl „My Favorite Mistake“                            | nominace  |
| 2007 | Cena Emmy                         | nejlepší dramatický seriál                                             | | nominace  |
| 2007 | Cena Emmy                         | nejlepší vizuální efekty                                               | tým (za díl „Walk On Water“) | nominace  |
| 2007 | Cena Emmy                         | nejlepší castingový režisér                                            | Linda Lowy a John Brace | nominace  |
| 2007 | Cena Emmy                         | nejlepší seriálová herečka v hostující roli                            | Kate Burton (za díl „Wishin' and Hopin'“)                                                                                             | nominace  |
| 2007 | Cena Emmy                         | nejlepší seriálová herečka v hostující roli                            | Elizabeth Reaser (za díl „My Favorite Mistake“)                                                                                       | nominace  |
| 2007 | Cena Emmy                         | nejlepší seriálový herec ve vedlejší roli: drama                       | T. R. Knight (za díl „Six Days (Part 1 and 2'“)                                                                                       | nominace  |
| 2007 | Cena Emmy                         | nejlepší seriálová herečka ve vedlejší roli: drama                     | Katherine Heiglová | vítězství |
| 2007 | Cena Emmy                         | nejlepší seriálová herečka ve vedlejší roli: drama                     | Sandra Oh (za díl „From a Whisper to a Scream'“)                                                                                      | nominace  |
| 2007 | Cena Emmy                         | nejlepší seriálová herečka ve vedlejší roli: drama                     | Chandra Wilson (za díl „Oh, the Guilt'“)                                                                                              | nominace  |
| 2007 | Mediální cena GLAAD               | nejlepší dramatický seriál                                             | | nominace  |
| 2007 | NAACP Image Awards                | nejlepší dramatický seriál                                             | | vítězství |
| 2007 | NAACP Image Awards                | nejlepší scénář: drama                                                 | Shonda Rhimes (za díl „It's the End of the World (As We Know It)“)                                                                    | vítězství |
| 2007 | NAACP Image Awards                | nejlepší seriálový herec: drama                                        | Isaiah Washington | vítězství |
| 2007 | NAACP Image Awards                | nejlepší seriálový herec ve vedlejší roli: drama                       | James Pickens, Jr. | nominace  |
| 2007 | NAACP Image Awards                | nejlepší seriálová herečka ve vedlejší roli: drama                     | Chandra Wilson | vítězství |
| 2007 | People's Choice Awards            | nejlepší dramatický seriál                                             | | vítězství |
| 2007 | People's Choice Awards            | nejlepší televizní hvězda: muž                                         | Patrick Dempsey | vítězství |
| 2007 | Producers Guild of America Awards | nejlepší producenti dramatického seriálu                               | | nominace  |
| 2007 | Satellite Awards                  | nejlepší dramatický seriál                                             | | nominace  |
| 2007 | Satellite Awards                  | nejlepší seriálová herečka: drama                                      | Ellen Pompeo | vítězství |
| 2007 | Satellite Awards                  | nejlepší herečka ve vedlejší roli: minisérie, seriál nebo TV film      | Chandra Wilson | nominace  |
| 2007 | Satellite Awards                  | nejlepší herec ve vedlejší roli: minisérie, seriál nebo TV film        | T. R. Knight | nominace  |
| 2007 | Screen Actors Guild Awards        | nejlepší obsazení: drama                                               | | nominace  |
| 2007 | Teen Choice Awards                | nejlepší dramatický seriál                                             | | vítězství |
| 2007 | Teen Choice Awards                | nejlepší seriálová herečka: drama                                      | Katherine Heiglová | nominace  |
| 2007 | Zlatý glóbus                      | nejlepší dramatický seriál                                             | | nominace  |
| 2007 | Zlatý glóbus                      | nejlepší herečka ve vedlejší roli: minisérie, seriál nebo TV film      | Katherine Heiglová | nominace  |
| 2008 | ALMA Awards                       | nejlepší seriálová herečka: drama                                      | Sara Ramirez | nominace  |
| 2008 | Cena Emmy                         | nejlepší masky                                                         | Norman T. Leavitt, Brigitte Bugayong, Shauna Giesbrecht, Michele Teleis-Fickle (za díl „Crash Into Me (Part 1 and Part 2)'“)          | nominace  |
| 2008 | Cena Emmy                         | nejlepší masky                                                         | Norman T. Leavitt, Brigitte Bugayong, Thomas R. Burman, Bari Dreiband-Burman (za díl „Forever Young'“)                                | nominace  |
| 2008 | Cena Emmy                         | nejlepší seriálová herečka v hostující roli: drama                     | Diahann Carroll (za díl „Love/Addiction“)                                                                                             | nominace  |
| 2008 | Cena Emmy                         | nejlepší seriálová herečka ve vedlejší roli: drama                     | Sandra Oh (za díl „The Becoming'“) | nominace  |
| 2008 | Cena Emmy                         | nejlepší seriálová herečka ve vedlejší roli: drama                     | Chandra Wilson (za díl „Lay Your Hands on Me'“)                                                                                       | nominace  |
| 2008 | NAACP Image Awards                | nejlepší dramatický seriál                                             | | vítězství |
| 2008 | NAACP Image Awards                | nejlepší seriálový herec ve vedlejší roli: drama                       | James Pickens, Jr. | nominace  |
| 2008 | NAACP Image Awards                | nejlepší seriálová herečka ve vedlejší roli: drama                     | Chandra Wilson | vítězství |
| 2008 | People's Choice Awards            | nejlepší televizní hvězda: muž                                         | Patrick Dempsey | vítězství |
| 2008 | People's Choice Awards            | nejlepší televizní hvězda: žena                                        | Katherine Heiglová | vítězství |
| 2008 | People's Choice Awards            | seriálová zlodějka scén                                                | Chandra Wilson | vítězství |
| 2008 | PRISM Awards                      | nejlepší herecký výkon v dramatickém seriálu                           | Justin Chambers | nominace  |
| 2008 | Satellite Awards                  | nejlepší herečka ve vedlejší roli: minisérie, seriál nebo TV film      | Chandra Wilson | nominace  |
| 2008 | Teen Choice Awards                | nejlepší dramatický/akční seriál                                       | | nominace  |
| 2008 | Teen Choice Awards                | nejlepší seriálový herec: drama                                        | Patrick Dempsey | nominace  |
| 2008 | Teen Choice Awards                | nejlepší seriálová herečka: drama                                      | Katherine Heiglová | nominace  |
| 2008 | Zlatý glóbus                      | nejlepší dramatický seriál                                             | | nominace  |
| 2008 | Zlatý glóbus                      | nejlepší herečka ve vedlejší roli: minisérie, seriál nebo TV film      | Katherine Heiglová | nominace  |
| 2009 | ALMA Awards                       | nejlepší seriálová herečka: drama                                      | Sara Ramirez | nominace  |
| 2009 | Cena Emmy                         | nejlepší masky                                                         | Norman T. Leavitt, Brigitte Bugayong, Michele Teleis (za díl „Stariway to Heaven“)                                                    | nominace  |
| 2009 | Cena Emmy                         | nejlepší masky                                                         | Norman T. Leavitt, Vincent Van Dyke, Thomas R. Burman, Bari Dreiband-Burman (za díl „Dream a Little Dream of Me (Part 1 and Part 2)“) | nominace  |
| 2009 | Cena Emmy                         | nejlepší seriálová herečka ve vedlejší roli: drama                     | Sandra Oh (za díl „Elevator Love Letter'“)                                                                                            | nominace  |
| 2009 | Cena Emmy                         | nejlepší seriálová herečka ve vedlejší roli: drama                     | Chandra Wilson (za díl „Stairway to Heaven'“)                                                                                         | nominace  |
| 2009 | Cena Emmy                         | nejlepší seriálová herečka v hostující roli: drama                     | Sharon Lawrence (za díl „No Good at Saying Sorry (One More Chance)“)                                                                  | nominace  |
| 2009 | NAACP Image Awards                | nejlepší dramatický seriál                                             | | vítězství |
| 2009 | NAACP Image Awards                | nejlepší scénář: drama                                                 | Shonda Rhimes (za díl „Freedom (Part 1 and Part 2)“)                                                                                  | vítězství |
| 2009 | NAACP Image Awards                | nejlepší seriálová herečka v hlavní roli: drama                        | Chandra Wilson | vítězství |
| 2009 | NAACP Image Awards                | nejlepší seriálový herec ve vedlejší roli: drama                       | James Pickens, Jr. | nominace  |
| 2009 | People's Choice Awards            | nejlepší dramatický seriál                                             | | nominace  |
| 2009 | People's Choice Awards            | nejlepší seriálový herec: drama                                        | Patrick Dempsey | nominace  |
| 2009 | PRISM Awards                      | nejlepší herecký výkon s více-epizodním příběhem v dramatickém seriálu | Justin Chambers | nominace  |
| 2009 | PRISM Awards                      | nejlepší herecký výkon s více-epizodním příběhem v dramatickém seriálu | Elizabeth Reaser | nominace  |
| 2009 | Teen Choice Awards                | nejlepší dramatický seriál                                             | | nominace  |
| 2010 | Humanitas Prize                   | nejlepší scénář: 60 minutový program                                   | Peter Nowalk (za díl „Give Peace a Chance“)                                                                                           | nominace  |
| 2010 | Cena Emmy                         | nejlepší masky                                                         | Norman Leavitt, Brigitte Bugayong, Michele Teleis (za díl „Suicide Is Painless“)                                                      | vítězství |
| 2010 | Cena Emmy                         | nejlepší masky                                                         | Norman Leavitt, Bari Dreiband-Burman, Thom Floutz, Bart Mixon, Vincent Van Dyke, Thomas R. Burman (za díl „How Insensitive“)          | nominace  |
| 2010 | Mediální cena GLAAD               | nejlepší dramatický seriál                                             | | nominace  |
| 2010 | NAACP Image Awards                | nejlepší dramatický seriál                                             | | nominace  |
| 2010 | NAACP Image Awards                | nejlepší scénář: drama                                                 | Shonda Rhimes (za díl „What a Difference a Day Makes“)                                                                                | vítězství |
| 2010 | NAACP Image Awards                | nejlepší scénář: drama                                                 | Zoanne Clack (za díl „Stand By Me“)                                                                                                   | nominace  |
| 2010 | NAACP Image Awards                | nejlepší režie: drama                                                  | Chandra Wilson (za díl „Give Peace a Chance“)                                                                                         | vítězství |
| 2010 | NAACP Image Awards                | nejlepší seriálová herečka ve vedlejší roli: drama                     | Chandra Wilson | nominace  |
| 2010 | NAACP Image Awards                | nejlepší seriálová herečka ve vedlejší roli: drama                     | Sandra Oh | nominace  |
| 2010 | NAACP Image Awards                | nejlepší seriálový herec ve vedlejší roli: drama                       | James Pickens, Jr. | nominace  |
| 2010 | People's Choice Awards            | nejlepší dramatický seriál                                             | | nominace  |
| 2010 | People's Choice Awards            | nejlepší seriálový herec: drama                                        | Patrick Dempsey | nominace  |
| 2010 | People's Choice Awards            | nejlepší seriálová herečka: drama                                      | Katherine Heiglová | nominace  |
| 2010 | Teen Choice Awards                | nejlepší dramatický seriál                                             | | nominace  |
| 2011 | ALMA Awards                       | nejlepší seriálová herečka v hlavní roli: drama                        | Sara Ramirez | nominace  |
| 2011 | Cena Emmy                         | nejlepší seriálová herečka v hostující roli: drama                     | Loretta Devine | vítězství |
| 2011 | Mediální cena GLAAD               | nejlepší dramatický seriál                                             | | nominace  |
| 2011 | NAACP Image Awards                | nejlepší dramatický seriál                                             | | vítězství |
| 2011 | NAACP Image Awards                | nejlepší seriálová herečka v hlavní roli: drama                        | Chandra Wilson | nominace  |
| 2011 | NAACP Image Awards                | nejlepší seriálová herečka ve vedlejší roli: drama                     | Sandra Oh | nominace  |
| 2011 | NAACP Image Awards                | nejlepší seriálová herečka ve vedlejší roli: drama                     | Sara Ramirez | nominace  |
| 2011 | NAACP Image Awards                | nejlepší seriálový herec ve vedlejší roli: drama                       | James Pickens, Jr. | nominace  |
| 2011 | People's Choice Awards            | nejlepší dramatický seriál                                             | | nominace  |
| 2011 | People's Choice Awards            | nejlepší seriálový herec: drama                                        | Patrick Dempsey | nominace  |
| 2011 | People's Choice Awards            | nejlepší seriálová herečka: drama                                      | Sandra Oh | nominace  |
| 2011 | People's Choice Awards            | nejlepší seriálový doktor                                              | Sandra Oh | nominace  |
| 2011 | People's Choice Awards            | nejlepší seriálový doktor                                              | Patrick Dempsey | nominace  |
| 2011 | People's Choice Awards            | nejlepší seriálový doktor                                              | Ellen Pompeo | nominace  |
| 2011 | People's Choice Awards            | nejlepší hostující hvězda v TV seriálu                                 | Demi Lovato | vítězství |
| 2012 | ALMA Awards                       | nejlepší seriálová herečka ve vedlejší roli: drama                     | Sara Ramirez | nominace  |
| 2012 | Cena Emmy                         | nejlepší seriálová herečka v hostující roli: drama                     | Loretta Devine | nominace  |
| 2012 | Critics' Choice Television Award  | nejlepší seriálová herečka v hostující roli: drama                     | Loretta Devine | nominace  |
| 2012 | Humanitas Prize                   | nejlepší scénář: 60 minutový program                                   | Stacy McKee (za díl „White Wedding“)                                                                                                  | vítězství |
| 2012 | Mediální cena GLAAD               | nejlepší dramatický seriál                                             | | vítězství |
| 2012 | NAACP Image Awards                | nejlepší dramatický seriál                                             | | nominace  |
| 2012 | NAACP Image Awards                | nejlepší scénář: drama                                                 | Zoanne Clack (za díl „I Will Survive“)                                                                                                | nominace  |
| 2012 | NAACP Image Awards                | nejlepší seriálová herečka v hlavní roli: drama                        | Chandra Wilson | nominace  |
| 2012 | NAACP Image Awards                | nejlepší seriálová herečka v hlavní roli: drama                        | Sandra Oh | nominace  |
| 2012 | NAACP Image Awards                | nejlepší seriálová herečka ve vedlejší roli: drama                     | Loretta Devine | nominace  |
| 2012 | NAACP Image Awards                | nejlepší seriálový herec ve vedlejší roli: drama                       | James Pickens, Jr. | vítězství |
| 2012 | People's Choice Awards            | nejlepší dramatický seriál                                             | | nominace  |
| 2012 | People's Choice Awards            | nejlepší seriálový herec: drama                                        | Patrick Dempsey | nominace  |
| 2012 | People's Choice Awards            | nejlepší seriálová herečka: drama                                      | Ellen Pompeo | nominace  |
| 2013 | Mediální cena GLAAD               | nejlepší dramatický seriál                                             | | nominace  |
| 2013 | NAACP Image Awards                | nejlepší dramatický seriál                                             | | nominace  |
| 2013 | NAACP Image Awards                | nejlepší scénář: drama                                                 | Shonda Rhimes (za díl „Flight“) | nominace  |
| 2013 | NAACP Image Awards                | nejlepší scénář: drama                                                 | Zoanne Clack (za díl „The Magic Moment“)                                                                                              | nominace  |
| 2013 | NAACP Image Awards                | nejlepší seriálová herečka v hlavní roli: drama                        | Chandra Wilson | nominace  |
| 2013 | NAACP Image Awards                | nejlepší seriálová herečka v hlavní roli: drama                        | Sandra Oh | nominace  |
| 2013 | NAACP Image Awards                | nejlepší seriálová herečka ve vedlejší roli: drama                     | Loretta Devine | vítězství |
| 2013 | People's Choice Awards            | nejlepší dramatický seriál                                             | | vítězství |
| 2013 | People's Choice Awards            | nejlepší seriálová herečka: drama                                      | Ellen Pompeo | vítězství |
| 2014 | Mediální cena GLAAD               | nejlepší dramatický seriál                                             | | nominace  |
| 2014 | NAACP Image Awards                | nejlepší dramatický seriál                                             | | nominace  |
| 2014 | NAACP Image Awards                | nejlepší seriálová herečka v hlavní roli: drama                        | Chandra Wilson | nominace  |
| 2014 | NAACP Image Awards                | nejlepší seriálový herec ve vedlejší roli: drama                       | James Pickens, Jr. | nominace  |
| 2014 | NAACP Image Awards                | nejlepší seriálová herečka ve vedlejší roli: drama                     | Debbie Allen | nominace  |
| 2014 | People's Choice Awards            | nejlepší dramatický seriál                                             | | nominace  |
| 2014 | People's Choice Awards            | nejlepší seriálový herec: drama                                        | Patrick Dempsey | nominace  |
| 2014 | People's Choice Awards            | nejlepší seriálová herečka: drama                                      | Ellen Pompeo | nominace  |
| 2014 | People's Choice Awards            | nejlepší seriálová herečka: drama                                      | Sandra Oh | nominace  |
| 2014 | People's Choice Awards            | nejlepší seriálové přátelství                                          | Ellen Pompeo a Sandra Oh | nominace  |
| 2014 | People's Choice Awards            | nejlepší seriálová chemie                                              | Ellen Pompeo a Patrick Dempsey | nominace  |
| 2015 | NAACP Image Awards                | nejlepší dramatický seriál                                             | | nominace  |
| 2015 | NAACP Image Awards                | nejlepší seriálová herečka v hlavní roli: drama                        | Chandra Wilson | nominace  |
| 2015 | People's Choice Awards            | nejlepší dramatický seriál                                             | | vítězství |
| 2015 | People's Choice Awards            | nejlepší seriálový herec: drama                                        | Patrick Dempsey | vítězství |
| 2015 | People's Choice Awards            | nejlepší seriálový herec: drama                                        | Justin Chambers | nominace  |
| 2015 | People's Choice Awards            | nejlepší seriálový herec: drama                                        | Jesse Williams | nominace  |
| 2015 | People's Choice Awards            | nejlepší seriálová herečka: drama                                      | Ellen Pompeo | vítězství |
| 2015 | People's Choice Awards            | postava, která nám chybí                                               | Sandra Oh | vítězství |
| 2015 | Mediální cena GLAAD               | nejlepší dramatický seriál                                             | | nominace  |
| 2016 | Golden Maple Awards               | nejlepší herec v seriálu vysílaném v USA                               | Giacomo Gianniotti | nominace  |
| 2016 | Golden Maple Awards               | nejlepší nováček v seriálu vysílaném v USA                             | Giacomo Gianniotti | nominace  |
| 2016 | Mediální cena GLAAD               | nejlepší dramatický seriál                                             | | nominace  |
| 2016 | People's Choice Awards            | nejlepší seriál                                                        | | nominace  |
| 2016 | People's Choice Awards            | nejlepší dramatický seriál                                             | | vítězství |
| 2016 | People's Choice Awards            | nejlepší seriálový herec: drama                                        | Justin Chambers | nominace  |
| 2016 | People's Choice Awards            | nejlepší seriálový herec: drama                                        | Jesse Williams | nominace  |
| 2016 | People's Choice Awards            | nejlepší seriálová herečka: drama                                      | Ellen Pompeo | vítězství |
| 2016 | People's Choice Awards            | nejlepší seriálová herečka: drama                                      | Sara Ramirez | nominace  |
| 2017 | Image Awards                      | nejlepší seriálový herec ve vedlejší roli                              | Jesse Williams | nominace  |
| 2017 | People's Choice Awards            | nejlepší seriál                                                        | | nominace  |
| 2017 | People's Choice Awards            | nejlepší dramatický seriál                                             | | vítězství |
| 2017 | People's Choice Awards            | nejlepší seriálový herec: drama                                        | Justin Chambers | vítězství |
| 2017 | People's Choice Awards            | nejlepší seriálový herec: drama                                        | Jesse Williams | nominace  |
| 2017 | People's Choice Awards            | nejlepší seriálová herečka: drama                                      | Ellen Pompeo | nominace  |
| 2017 | Mediální cena GLAAD               | nejlepší dramatický seriál                                             | | nominace  |
| 2017 | MTV Movie + TV Awards             | nejlepší scéna, kdy nám vrhly slzy do očí                              | Ellen Pompeo (Meredith říká dětem o smrti Dereka)                                                                                     | nominace  |
| 2018 | People's Choice Awards            | nejlepší seriál                                                        | | nominace  |
| 2018 | People's Choice Awards            | nejlepší dramatický seriál                                             | | nominace  |
| 2018 | People's Choice Awards            | nejlepší seriálová hvězda: muž                                         | Justin Chambers | nominace  |
| 2018 | People's Choice Awards            | nejlepší seriálová hvězda: muž                                         | Jesse Williams | nominace  |
| 2018 | People's Choice Awards            | nejlepší seriálová hvězda: žena                                        | Ellen Pompeo | nominace  |
| 2018 | People's Choice Awards            | nejlepší hvězda dramatického seriálu                                   | Ellen Pompeo | nominace  |
| 2018 | Teen Choice Awards                | nejlepší seriálový herec: drama                                        | Jesse Williams | nominace  |